# Hetedik generációs videójáték-konzolok
A videojáték-konzolok hetedik generációja 2005. november 22-én kezdődött, a Microsoft Xbox 360 (X360) megjelenésével. A Microsoft konzolját egy évvel később, 2006. november 17-én a Sony PlayStation 3 (PS3), november 19-én a Nintendo Wii követte. Mindhárom konzol egyedi, új technológiákat vonultatott fel. Az Xbox 360 elsőként volt képes a játékokat valódi HD felbontásban renderelni, valamint HD DVD meghajtót tartalmazott. A PlayStation 3 ezzel szemben a HD-DVD ellenfelének tekintett, ám annál sokkal modernebb Blu-ray meghajtót tartalmazott. A Nintendo elsődlegesen a kontrollerek mozgásérzékelővel való felszerelését tűzte ki célul, így a Wii használatával a játékosok a valóságban tett mozdulataikkal irányíthatták a játékokat. A hetedik generációra a videojáték-konzolok az IT piac meghatározó szereplőjévé váltak, 2007-re pedig a konzolok tették ki a világ számítástechnikai eszközeinek 25%-át.
A Nintendo példáját követve a Sony 2010. szeptemberében piacra dobta a PlayStation Move című kiegészítőjét, amely a Wii-hez hasonló mozgásérzékelést tett lehetővé. A Microsoft két hónappal később, 2010. novemberében tette elérhetővé a Kinectet, ami a Wii-vel és a Move-val ellentétben kontroller nélkül, mozgásérzékelő kamerák használatával tette lehetővé, hogy a játékosok a mozdulataikkal irányítsák a játékokat. A Kinectből az első 60 nap alatt közel nyolcmillió darabot adtak el, ezzel bekerült a Guiness Rekordok Könyvébe, mint a "leggyorsabban fogyó elektronikus eszköz".
A kézikonzolok között hamarabb indult el a hetedik generáció, mint az otthoni társaiknál. 2004. novemberében jelent meg a Nintendo DS (NDS) , majd ezt követte decemberben a PlayStation Portable (PSP). A NDS érintőképernyőt, beépített mikrofont kapott, és támogatta a vezeték-nélküli internetelérést. A PSP volt az első olyan kézikonzol, amely optikai lemezeket használt elsődleges tárolási formaként, a Sony által fejlesztett Universal Media Disc-et (UMD), mely 1,8 GB adatot képes tárolni. A Sony a később megjelenő PS3-hoz hasonlóan nem csak videojáték-konzolnak, hanem multimédiás eszköznek is szánta a PSP-t, amely képes volt zenéket és videókat lejátszani, valamint képeket tárolni, továbbá össze lehetett kapcsolni PlayStation 3, PlayStation 2, vagy más PSP konzolokkal. Mindkét konzol hatalmas sikert aratott, azonban a PSP eladási számai sokáig le volt maradva a NDS mögött.
Rengeteg kisebb-nagyobb gyártó megpróbálkozott konzolokat gyártani, melyek bár nem feltétlen voltak sikertelen próbálkozások, alacsony eladási számaik miatt nem tekintjük őket hetedik-generációs konzolnak.
A hetedik generáció vége a 2010-es évek elején kezdődött, amikor a Nintendo csökkentette a Wii gyártási mennyiségét. 2014-ben a PlayStation Portable, 2016-ban az Xbox 360, 2017-ben pedig a PlayStation 3 gyártása állt le, nagyjából egy időben a Wii-vel. A nyolcadik generáció 2011-ben indult el a Nintendo 3DS megjelenésével.

## Otthoni videojáték-konzolok

### Microsoft Xbox 360
Bővebben: Xbox 360
A Microsoft Xbox 360 hatalmas piaci előnyre tett szert a megjelenésekor, köszönhetően a stabilan működő Xbox Live online szolgáltatásnak, és a riválisaihoz képest 1 évvel korábbi megjelenésnek. Európában és Észak-Amerikában még a PlayStation 3 és a Wii megjelenése után is nagyon erős eladási számokat produkált. Elődjéhez hasonlóan Japánban nem lett túl népszerű, mivel kevés ottani piacot célzó játék jelent meg rá.
Az Xbox 360 egy 3,2 GHz-es Xenon processzort tartalmazott, mely 3db dupla maggal dolgozott. A grafikus megjelenítésért egy ATI Xenos GPU felelt, amely a rendszerrel közösen használt 512MB GDDR3 RAM-ot használhatta memóriaként. Továbbá tartalmazott 10 MB eDRAM-ot, melynek használatával jelentős teljesítményjavulás volt elérhető. A konzol natív 720p, azaz HD felbontással volt képes futtatni a játékokat.
A korai megjelenést néhány technikai probléma kísérte, például a korai Xbox 360-ra portolt játékokban. A legismertebb műszaki probléma a "Red ring of death" (RRoD), valamint az E74-es hibakód volt. A RRoD egy, vagy több hardver meghibásodását jelezte, mely az esetek többségében javíthatatlan volt, a konzol pedig nem jelenített meg hibaleírást a kijelzőn. Az E74-es hibakód egy alkatrész meghibásodását jelezte, valamint a konzol információt jelenített meg a képernyőn.  A Microsoft meghosszabbította a jótállási időt, valamint költségek nélkül kicserélte a hibás konzolokat.
Mivel rengeteg játék jelent meg mind PS3-ra, mind Xbox 360-ra, az elődeikhez hasonlóan itt is verseny alakult ki közöttük, a két konzol összehasonlításával. A PS3 az akkor még ritkának számító Blu-ray formátumot használta, az Xbox 360 pedig az általános DVD9-et. Ennek köszönhetően az Xbox 360 gyártási költségei alacsonyabbak voltak a Sony konzoljánál, továbbá növelte kezdeti előnyét az a tény, hogy a Windowson alapuló rendszerre sokkal könnyebb a fejlesztés.
2007 első felére az Xbox 360-ból 11,6 millió darabot szállítottak le, azonban az eladási számok 60%-kal csökkentek, miközben a Wii felzárkózott, a Sony pedig bejelentette a PlayStation 3 árcsökkenését. A Microsoft erre válaszként az ígértnél korábban dobta piacra a Halo 3-at 2007 szeptemberében, ennek köszönhetően abban a hónapban sokkal többet adtak el a konzolból az Észak-amerikai piacon, mint Wii-ből.
Az Xbox 360 ezután a magas-horderejű címekre koncentrált, például a Halo franchisehoz készülő kiegészítőkre, és további játékokra. A 2007-es Game Critics Awards 38 díjra jelölte az Xbox 360-at, melyből 12-t nyert meg - többet mint bármelyik másik konzol. A 2008-as Game Developers Conference rendezvényen a Microsoft bejelentette, hogy több mint 1,000 játék várható Xbox 360-ra még az év vége előtt. A konzolra olyan játékok is megjelentek, melyek eredetileg PS3 exkluzív címek lettek volna, többek között a Devil May Cry, az Ace Combat, a Virtua Fighter, a Grand Theft Auto IV, a Final Fantasy XIII, a Tekken 6, a Metal Gear Rising: Revengeance és az L.A. Noire.
2010 novemberében jelent meg a Kinect. A Kinect nem igényelt kontrollert, helyette a játékos viselkedhetett "kontrollerként". A megjelenés utáni 60 napban nyolcmillió darabot adtak el, ezzel a Guiness Rekordok Könyvébe is bekerült, a "leggyorsabban fogyó elektronikai eszköz" cím alatt. A 2010-es E3-on a Microsoft bemutatta az új Xbox 360-at, az Xbox 360 S-t, azaz a konzol "slim" változatát. A 2013-as E3-on jelentették be az Xbox 360 E megjelenését, az utolsó X360 modellt, melyet az Xbox One követ. A 360 E egy négyszögletű dizájnt kapott, hasonlóan a későbbi Xbox One-hoz.

### PlayStation 3
Bővebben: PlayStation 3

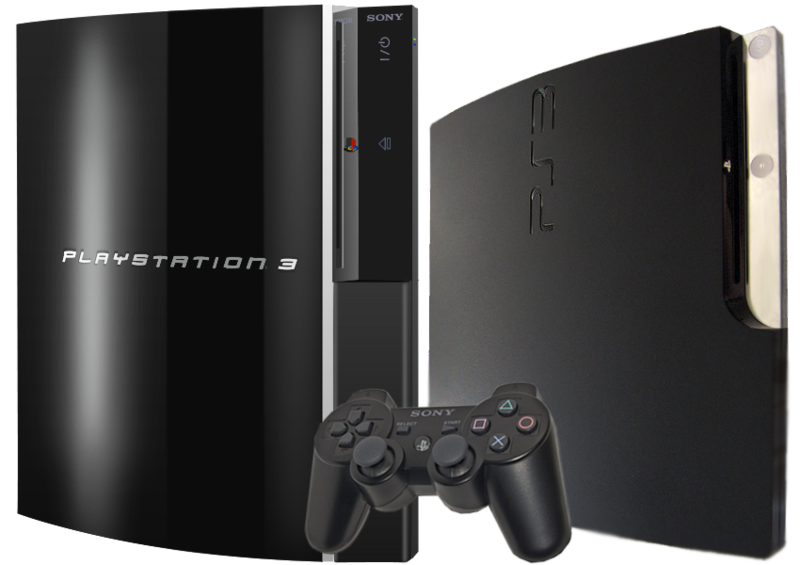
PlayStation 3 FAT és Slim modellek, valamint egy Dualshock 3 kontroller.

A Sony PlayStation 3, 2006. november 11-én jelent meg Japánban, majd november 17-én az Egyesült Államokban és Kanadában. A konzol új technológiái, a Cell mikroprocesszor és a Blu-ray meghajtó bonyodalmakat okoztak a gyártás során, késleltetve az európai megjelenést. 2006. decemberében bejelentette a Sony, hogy a gyártási problémákat orvosolták. A piaci elemzők és a Sony vezetősége tudta, hogy a PlayStation 3 és a Blu-ray sikere szoros kötelékben állnak egymással. Rich Marty, a Sony Pictures Home Entertainment egyik vezetője azt nyilatkozta, hogy "A PS3 számára létfontosságú a Blu-ray sikere". Phil Harrison szerint a konzol sikere garantált volt, köszönhetően "a Blu-ray lemezek piaci növekedésének".
A PlayStation 3 egy 3,2 GHz órajelű, 8 magos Cell Broadband Engine processzort tartalmazott, melynek 8 magjából 7-et használt a rendszer, az utolsó, tartalékmag pedig az előbbiek meghibásodása esetén kiváltotta az egyik magot. A megjelenítésért egy NVIDIA RSX nevű GPU felelt, mely 256 MB, dedikált GDDR3 memóriával rendelkezett. (ez azt jelenti, hogy az Xbox 360-al ellentétben, a GPU nem osztozik a rendszermemóriával). A rendszer 256 MB, XDR RAM-ból gazdálkodhatott. A konzol képes volt 1080p, azaz FullHD felbontásban futtatni játékokat, sőt, egyes játékok képesek ezen a felbontáson 60 képkocka/másodperc sebességgel futni, például a Gran Turismo 6.
A korai FAT változatok hardveresen képesek voltak a PlayStation 2 játékok futtatására, mivel a PlayStation 2 Emotion Engine és Graphics Synthesizer chipjeit felszerelték az alaplapra. Ezek a 20 és 60 GB-os változatok voltak, melyeket könnyü felismerni, hiszen ezek még 4 USB porttal rendelkeztek, míg a későbbiek már csak kettővel. Sokan nem tudják, hogy minden PlayStation 3 képes PlayStation 1 játékok futtatására, melyet a PS2-vel ellentétben szoftveresen emulál a gép.
A konzolhoz eredetileg SIXAXIS™ kontrollereket csomagoltak, majd 2008-ban jelent meg a DualShock 3. A SIXAXIS™ kontrollerek egy giroszkópot tartalmaztak, ami kisebb mozgások érzékelését tette lehetővé. A DualShock 3 szintén rendelkezett SIXAXIS™ technológiával, azonban rezgőmotort is tartalmazott. A két kontroller dizájnban teljesen megegyezik, az egyetlen különbség, hogy a SIXAXIS™ kontrollereken csak a SIXAXIS felirat látható, a DualShock 3 kontrollereken pedig mindkettő.
A Sony biztosította a konzolra készülő új játékokat a saját franchiseaival, többet közt a már jól ismert Gran Turismo és a God of War szériákkal, és több, nem saját fejlesztők által készített, de exkluzív játékokkal, például a Metal Gear Solid 4: Guns of the Patriots, Yakuza 3 és Valkyria Chronichles címekkel. Voltak játékok, melyek eredetileg PlayStation-exkluzívnak számítottak, vagy szorosan kötődtek a konzolhoz, azonban más platformokra is megjelentek, például a Devil May Cry és az Ace Combat. A korábbi Grand Theft Auto részek eredetileg "időzített" exkluzívok voltak a PlayStation 2-n, mielőtt megjelentek más platformokra, például Xbox-ra, hónapokkal később, azonban a Grand Theft Auto IV egyidőben jelent meg Xbox 360-ra és PlayStation 3-ra. Más, PS3 exkluzívnak bejelentett címek is megjelentek Xbox 360-ra, többek közt az Assassins's Creed, a Bladestorm: The Hundred Years' War, és a Fatal Inertia. A Sony a vártnál alacsonyabb eladásokat, az exkluzív címek elvesztését, a konzol magasabb árát és a készlethiányt okolta a konzol gyér sikeréért.
2007. júliusában a Sony bejelentette a konzol árcsökkenését, 100 dollárral. Ez csak a 60 GB-os modellekre volt érvényes Észak-Amerikában, ahol ez a modell már nem volt gyártásban. Október 18-án bejelentették a 80 GB-os modell árcsökkentését, illetve egy új, 40GB-s modellt, amely jóval kedvezőbb, 400 dolláros árcímkét kapott, és november 2-án jelent meg, viszont az új változat már nem támogatta a PlayStation 2 játékokat. Pár hét leforgása alatt a 40 és 80 GB-os modellek eladási számai 192%-kal emelkedtek. 2008. novemberében jelent meg a 160 GB-os modell, 2009. augusztus 18-án pedig bejelentették a PlayStation 3 Slim változatot. A PS3 Slimből kevesebb, mint egy hónap alatt 1 millió darabot adtak el, ennek hatására a Sony egy 250GB-os slim modellt adott ki szeptember elején. Később már 320 GB-os háttértárral is elérhető lett a konzol.

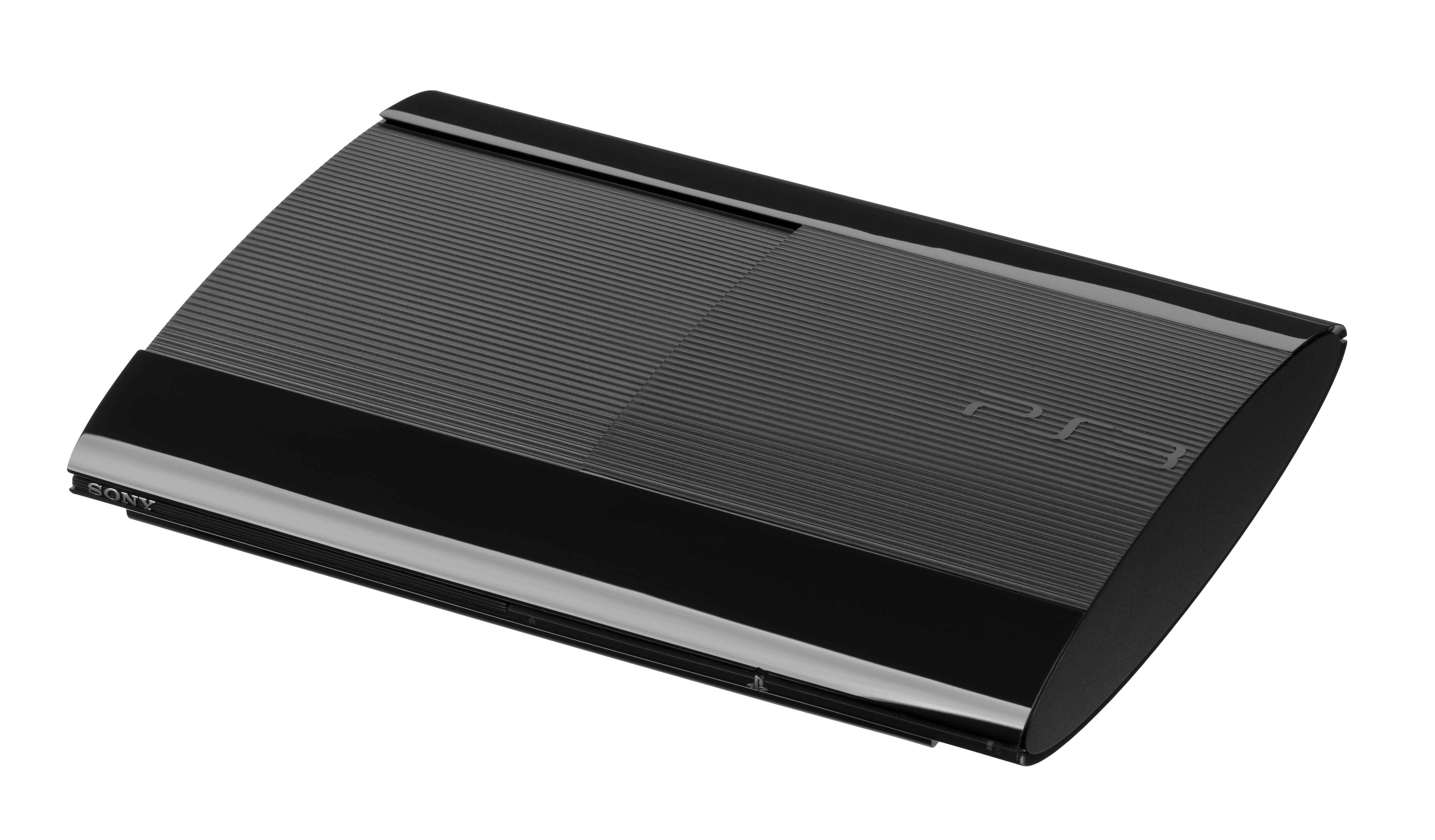
PlayStation 3 Super Slim

2012. szeptemberében a Sony egy újabb, még könnyebb változatott jelentett be, a Super Slimet, CECH-4000 kód alatt. A 2012. év végén megjelent konzolt 250 vagy 500 GB-os merevlemezzel lehetett megvásárolni, valamint Európában elérhető volt egy 12 GB-os, flash memóriával szerelt változat, melyhez később igény szerint lehetett vásárolni SATA 2-es HDD-t, legfeljebb 1 TB-ig, vagy akár SSD-t, ehhez azonban szükséges egy HDD beépítő keret, mellyel a 12 GB-os változat nem rendelkezik gyárilag. A Super Slim nagyjából fele akkora volt mint a FAT modell, mind súlyát, mind méreteit tekintve, valamint jelentősen csökkent a fogyasztása is. A lemezeket a korábbi, "elnyelős" megoldás helyett a konzol tetején lévő műanyag fedél alá kell behelyezni, amelyet egy gombbal lehet kinyitni, majd kézzel bezárni. Ezzel a Sony ügyesen megoldotta a korábbi lemezolvasó problémáit, miszerint a nem megfelelően karbantartott gépben bent ragadhatott a lemez, sőt, akár tönkre is tehette azt. Ezen előnyök ellenére kritikával illették a Super Slimet az olcsóbb anyaghasználat, és az egyszerű dizájn miatt, viszont dicsérték az alacsony fogyasztás miatti alacsonyabb hőmérsékletét, és az ebből következő halkabb hűtést.
A Super Slim volt az utolsó PS3 modell. 2016. októberében leállították az Egyesült Államokba való szállítást. Az utolsó PlayStation 3 konzol 2017. május 29-én, Japánban gördült le a gyártósorról.
Nintendo Wii
A Nintendo a Gamecube viszonylagos sikertelensége miatt törhette a fejét azon, hogy a következő generációs gépe milyen legyen – gondolnánk mi. Pedig a cég fejlesztői már 2001 körül elgondolkoztak egy „más” konzolon.
A Wii eléggé vegyes megítélésű masina. Bár ez a gép jelent meg a legkésőbb, a konkurenciához képest igencsak gyenge a hardvere. Egyes becslések szerint csak másfélszer erősebb a Gamecube-nál, és HD képet sem képes megjeleníteni. Cserébe a gép olcsón előállítható, és már a kezdetektől nyereségesen árulta a Nintendo.A Wii legmerészebb húzása a mozgásérzékelős kontroller. Sokan csak néztek, hogy mi ez a butaság? Ki fog hadonászva játszani? Ki fogja ezt a gépet megvenni? Aztán volt nagy döbbenet, mert a Wii úgy fogyott, mintha ingyen adták volna. A netre felkerült videókban látszik, hogy nyugdíjas otthonokban, gyerek partikon, meg még ki tudja milyen helyeken tolják a gépet olyan felhasználók, akikre se a Sony, se az Microsoft nem számított vásárlóként! A Nintendónak sikerült egy igazi kazuár gépet alkotnia, amit óriási példányszámban adott el annak ellenére, hogy például DVD filmek lejátszására sem alkalmas.A Wii kontrollere két darabból áll, a Wiimote-ból és a Nunchukból. A fő kontroller a Wiimote, ami egy minimalizált tévé-távirányítóhoz hasonlít, és sok játékhoz egymagában elegendő. A komolyabb játékokhoz a Wiimote-hoz kell csatlakoztatni a Nunchuk-ot, amin van egy kis analóg karocska és két vezérlőgomb. Mindkettő egységben van mozgásérzékelő szenzor, a Wiimote-ban pedig még egy kis hangszóró is.
A Nintendo Wii menüje tévéstúdió falára emlékeztet. Minden program, alkalmazás vagy akár online szolgáltatás egy-egy csatornaként jelenik meg. Az internetes szolgáltatások eléréséhez anno kicsit kamuzni kellett a lakhelyünkről, de utána majdnem mindent el lehetett érni, például fizetős játékokat vagy ingyenes demókat lehetett letölteni.2007 decemberében került a boltokba a Balance Board / Wii Fit szett. A fehér deszkára ráállva az a testünk súlypontjának változtatását érzékelte – újabb kazuár felhasználók, például súlyproblémákkal küzdő háziasszonyok lettek Wii-tulajdonosok. 2009 novemberében érkezett a Wii Motion Plus. A Wiimote-hoz csatlakoztatható kis kiegészítő fejlesztett mozgásérzékelővel volt ellátva, aminek segítségével a gép pontosabban tudta lekövetni a játékos mozdulatait. 2010-ben jelent meg a Motion Plusszal egybeépített Wiimote, a Remote Plus.
A Nintendo 2012 novemberében indította útjára a nyolcadik generációs Wii U-t, de ez már egy másik történet. És természetesen erről is írunk majd részletesen, ahogy az Xbox One és a PlayStation 4, az Android és a Steam konzolok is sorra kerülnek - ha majd történelemként tekinthetünk vissza rájuk...

## Fordítás
- Ez a szócikk részben vagy egészben  a   Seventh generation of video game consoles című angol Wikipédia-szócikk ezen változatának fordításán alapul.  Az eredeti cikk szerkesztőit annak laptörténete sorolja fel. Ez a jelzés csupán a megfogalmazás eredetét és a szerzői jogokat jelzi, nem szolgál a cikkben szereplő információk forrásmegjelöléseként.